# DUnit
DUnit (укр. Д Ю́ніт)— інструмент для середовища розробки Borland Delphi для виконання автоматичного тестування модулів. Завдяки DUnit, розробники на Delphi (Object Pascal) виконують розробку через тестування.
Спочатку DUnit був написаний Juanco Anez за основами JUnit, який написали Kent Beck та Erich Gamma.
Декілька розробників наразі підтримують DUnit як проект на SourceForge.